# Breithorn cima oeste
El Breithorn cima oeste, Breithorn W West, Breithorn Westgipfel (en alemán) o Breithorn Occidentale (en italiano) es la cima más alta del monte Breithorn. Se encuentra en el grupo del Monte Rosa en los Alpes Peninos. Está colocada a lo largo de la línea fronteriza entre Italia (Valle de Aosta) y Suiza (Cantón del Valais).

## Altura
La altura aparece de manera distinta según la cartografía. La lista oficial de los cuatromiles de los Alpes, publicada por la UIAA en su boletín n.º 145, de marzo de 1994, indica que según la cartografía suiza más reciente, su cota es 4.164 m y la italiana más reciente 4.165 m. En el libro Cuatromiles de los Alpes por rutas normales, Richard Goedeke indica 4.164 m.

## Clasificación SOIUSA
Según la clasificación SOIUSA, el Breithorn cima oeste pertenece al grupo Cadena Breithorn-Lyskamm, que tiene el código I/B-9.III-A.1. Forma parte del gran sector de los Alpes del noroeste, sección de los Alpes Peninos, subsección Alpes del Monte Rosa, supergrupo Grupo del Monte Rosa.

## Características
El Breithorn cima oeste es la más occidental de las cimas del monte Breithorn. La Sella (4.081 m) lo separa del Breithorn central.
Desde la vertiente italiana se presenta como un fácil relieve cubierto de nieve; desde la vertiente suiza en lugar de ello aparece como una abrupta pared de más de 1.500 m.
El primer ascenso a la cima oeste del Breithorn se remonta al año 13 de agosto de 1813 por obra de Henry Maynard, Joseph-Marie Couttet, Jean Gras, Jean-Baptiste Hérin y Jean-Jacques Hérin.

## Ascenso a la cima
La cima oeste del Breithorn se considera una de las cimas alpinas de 4.000 metros más fáciles de ascender. Ello se debe al teleférico del Pequeño Cervino, que facilita a los alpinistas llevándolos a la cota 3.870 m. El recorrido clásico (lado S-SO), se desarrolla sobre un glaciar bastante plano, llamado gran glaciar de Verra, antes de proceder hacia la cima con una inclinación muy acentuada.
La vía precedente puede alcanzarse al Plan de Verra partiendo del Plateau Rosa, estación de llegada del funicular procedente de Cervinia, a alrededor de 3.450 m.
La simplicidad del recorrido no debe todavía inducir a infravalorar los peligros que pueden surgir en caso de mal tiempo o de escasa visibilidad.
Para los alpinistas expertos la travesía del Breithorn occidental al Breithorn central representa un recorrido de alta cota particularmente gratificante.
Más difícil y peligrosa es en lugar de ello la pared norte, que cae 1.500 metros sobre la cuenca glaciar del glaciar del Gorner. Algunas vías extremas la recorren, pero la dificultad de los pasajes rocosos y el dédalo de seracs que deben afrontarse, hacen del ascenso absolutamente difícil y raramente recorrible en condiciones ideales.
La ascensión al Breithorn representa una meta clásica del alpinismo en esquí, reservada, por el descenso directo de la cumbre, a esquiadores expertos.